# 罗斯托克大学
罗斯托克大学是德国北部及波罗的海沿岸最古老的大学，位于梅克伦堡-前波美拉尼亚州羅斯托克市，校园与城市融为一体。

## 历史回顾
1419年，经教宗马丁五世2月13日签署的教谕许可，梅克伦堡公爵约翰四世（Johann IV.）和阿尔布雷希特五世（Albrecht V.）与汉萨城市羅斯托克的市议会共同创建了罗斯托克大学，开幕庆典于11月12日在圣玛丽亚教堂举行。大学最初由法学院，医学院和艺术学院（约1580年改称为哲学院）组成，而神学院的建立因异端思潮影响直到1432年才被教宗尤金四世允诺。
十五世纪，有400至500名学生在罗斯托克大学学习，主要来自荷兰、斯堪的纳维亚和波罗的海沿岸地区。罗斯托克大学据此在当时的德国属于大规模大学之列。由于政局混乱，罗斯托克大学于1437年在教会的压力下，服从巴塞尔宗教会议（Konzil von Basel）的禁令迁往格赖夫斯瓦尔德。此禁令于1440年撤销，而大学直到1443年才迁回罗斯托克，1487年至1488年（一说至1492年）大学又曾迁往汉萨城市吕贝克。
十六世纪，人文主义和路德学说传入罗斯托克大学。随罗斯托克市之后，大学于1542年接受新教。

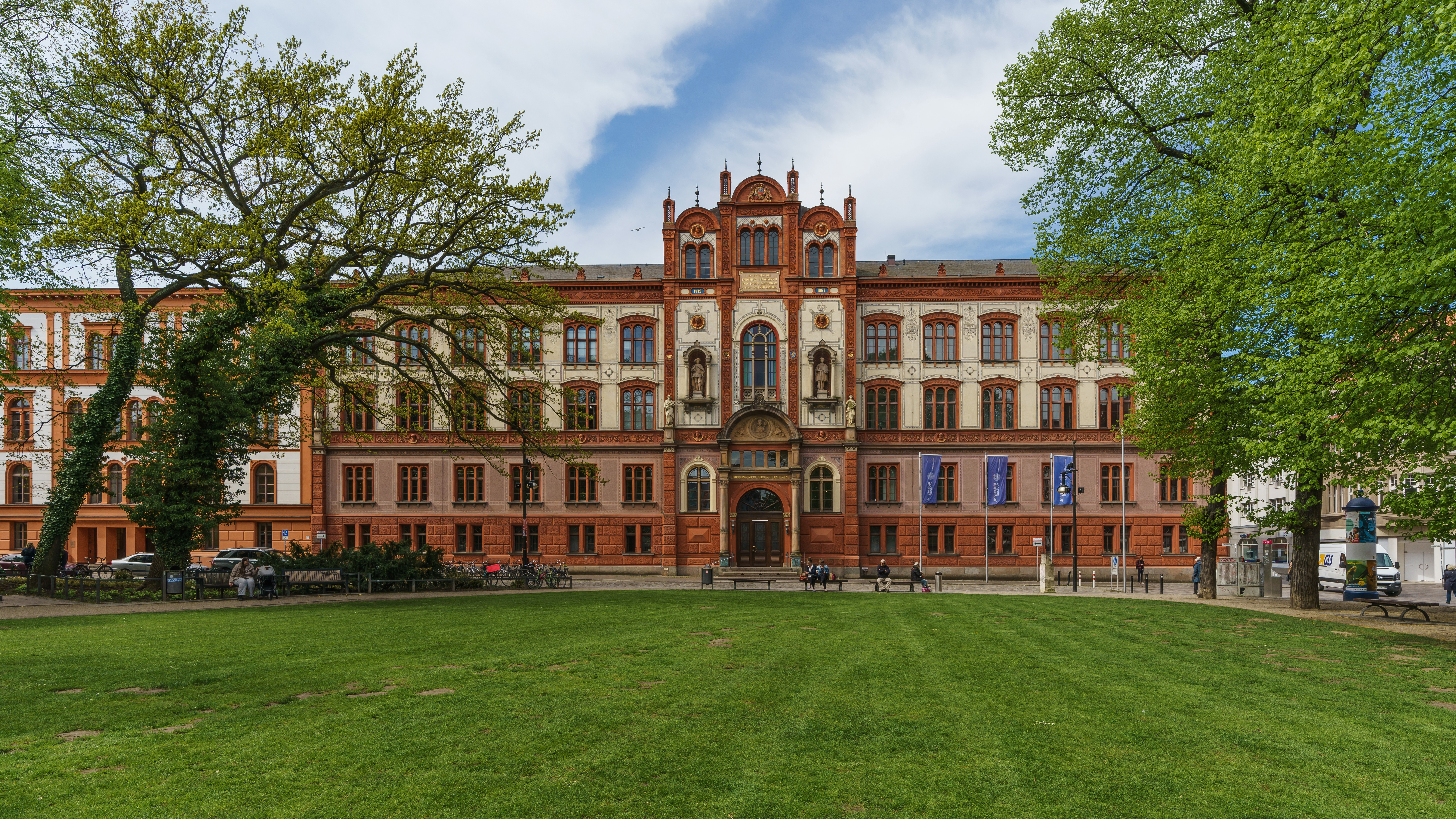
大学主楼

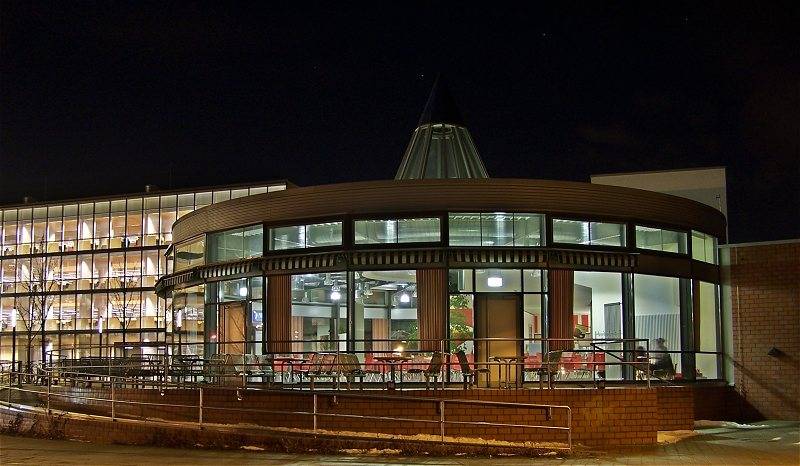
南城食堂

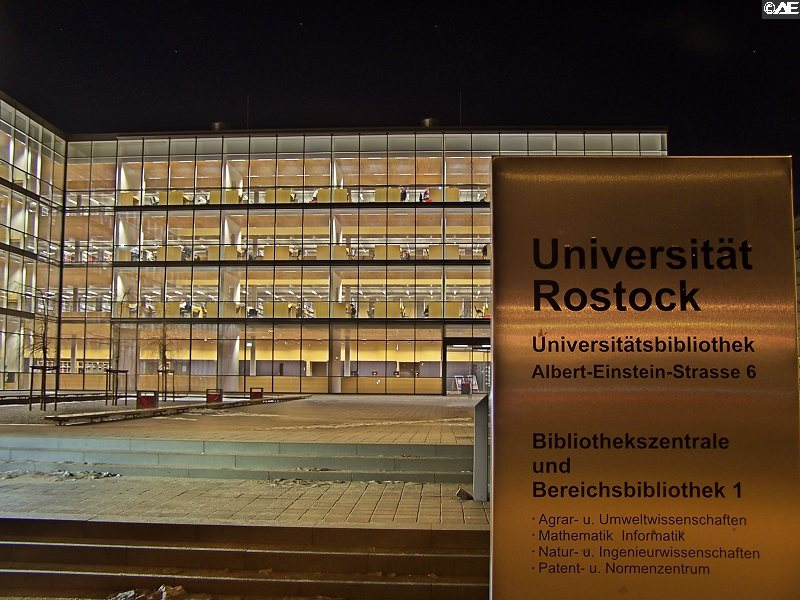
第一图书馆

十七世纪，约阿希姆·容吉乌斯（Joachim Jungius）于1622年在罗斯托克大学创办了德国第一所自然科学研究学会。而后的三十年战争使奉行路德新教的罗斯托克大学一度走入低潮，变为一个地方青年的高校。猎女巫时期林特尔恩大学（Universität Rinteln）、罗斯托克大学和维滕贝格大学是最重要的鉴定大学，当时各德国大学法学院的裁判方法非常不同，黑尔姆施泰特大学（Universitäten Helmstedt）和林特尔恩大学的法学院被认为是强硬派。
十八世纪，梅克伦堡-什未林公爵虔诚者弗里德里希因教义分歧干涉罗斯托克大学事务，于1760年同拥护公爵的教授在比措筹建新校，此校于1789年由公爵弗里德里希·弗兰茨一世授意回归罗斯托克大学。
十九世纪，梅克伦堡的两个公国于1815年均升格为大公国，罗斯托克大学的所有权于1827年归属梅克伦堡-什未林大公。此后罗斯托克大学得以扩建，1870年建成了梅克伦堡式文艺复兴风格的新主楼，1899年开办了德国第一所大学附属耳鼻喉科医院。
二十世纪，罗斯托克大学于1919年建校五百周年之际授予阿尔伯特·爱因斯坦和马克斯·普朗克荣誉博士学位。纳粹时期大学在校生人数锐减，与此前1930年的1700人对比, 1939年在校生仅有700余人。爱因斯坦在罗斯托克大学的荣誉博士学位，也是他的第一项此类荣誉，在这一时期并未撤销，其原因未知。二战期间大学暂时关闭，1946年2月24日重新开放。
适应当时局势需要，大学曾设置一所开办至1963年的以培养青年精英为目的的恩斯特·台尔曼工农学院。1950年农业学院成立，1951年造船系成立，1963年造船系改称技术学院，这也是德国古典大学首次设置工科院系，同年亦增设了工程经济系。
1976年大学更名为威廉·皮克大学，直至1990年德国统一恢复原名，此后罗斯托克大学进行了新的院系调整。

## 现今概况
目前罗斯托克大学设有九个学院，五十个专业，教职员工约4600人，在校生约15000人。
罗斯托克大学图书馆建于1569年，包括三个区域图书馆、十个专业图书馆以及大学档案馆、保管室、专利和标准中心，藏书约220万册，亦藏有众多古籍，包括2800卷手抄本和签名、650卷古版书和14份遗产。
南城食堂是罗斯托克大学的主要食堂，位于阿尔伯特·爱因斯坦街，于1999年新建，在2003年学生杂志《UNICUM》的一次评比中排名德国大学食堂第二位。现已拆除的旧食堂在学生参与下建于1976年，设有曾颇受欢迎的食堂电影娱乐部和牛奶吧，这两项设施在新建筑中被省略，2004年5月在旧食堂原址（即新食堂和南环路之间）建成了第一图书馆的新馆。另一食堂位于圣乔治街，靠近市中心。
从1992年开始罗斯托克大学也开始提供深化函授专业。这些专业和博洛尼亚进程范围内的质量保障中心的改组属于同一计划。
罗斯托克大学的语言中心为各专业学生提供很多可获得国际UNIcert证书的语言课程。

## 学院列表
(以德语名称字母排列为序)
- 农业和环境科学学院（Agrar- und Umweltwissenschaftliche Fakultät）
- 计算机科学和电子技术学院（Fakultät für Informatik und Elektrotechnik）
- 机械制造和船舶技术学院（Fakultät für Maschinenbau und Schiffstechnik）
- 法学院（Juristische Fakultät）
- 数学和自然科学学院（Mathematisch-Naturwissenschaftliche Fakultät）
- 医学院（Universitätsmedizin）
- 哲学院（Philosophische Fakultät）
- 神学院（Theologische Fakultät）
- 经济和社会科学学院（Wirtschafts- und Sozialwissenschaftliche Fakultät）

## 知名人士
- 第谷·布拉赫（Tycho Brahe），天文学家，占星学家，炼金术士，曾在此求学
- 莱维努斯·巴图斯（Levinus Battus），医学家，讲师
- 鲁道夫·柏林（Rudolf Berlin），医学家，眼科教授，院长，校长
- 瓦尔特·哈尔施泰因（Walter Hallstein），政治家，法学家，民法和公司法教授
- 库尔特·冯·弗里茨（Kurt von Fritz），古典语文学家，古希腊语文教授
- 约阿希姆·容吉乌斯（Joachim Jungius），数学家，物理学家，哲学家，数学教授
- 瓦尔特·肯波夫斯基（Walter Kempowski），作家，近代文学文化史荣誉教授
- 海因里希·弗里德里希·林克（Heinrich Friedrich Link），自然科学家，化学、动物学和植物学教授
- 莫里茨·施利克（Moritz Schlick），哲学家，哲学教授
- 海因里希·施里曼（Moritz Schlick），考古学家，在此获博士学位
- 鲁道夫·施泰纳（Rudolf Steiner），人类智慧学创立者，在此获博士学位
- 奥托·施特恩（Otto Stern），物理学家，实验物理教授
- 乌尔里希·冯·胡滕（Ulrich von Hutten），人文主义者，在此发表首篇著作
- 萨穆埃尔·戈特利布·福格尔（Samuel Gottlieb Vogel），医生，医学教授
- 奥古斯特·齐尔默（August Zillmer），精算学家，在此获博士学位